# Seito Sakakibara

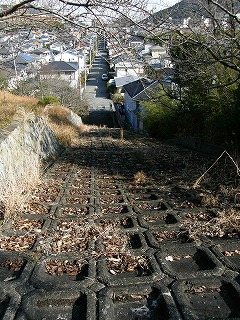
Les escaliers en chocolat qui sont le raccourci pour accéder à la colline du réservoir Nunobiki.

Seito Sakakibara (酒鬼薔薇 聖斗, Sakakibara Seito, 7 juillet 1982 -) est un tueur en série japonais, mineur au moment des faits. Il est aussi appelé Shin'ichirō Azuma (東 真一郎) ou « garçon A » (少年A, shōnen A).

## Enfance
Dans son autobiographie Zekka (絶歌) parue en juin 2015, Sakakibara indique qu'après la mort de sa grand-mère, dont il était très proche, puis celle de son chien, il a commencé à développer des envies de meurtres qui le poussèrent à tuer des animaux (notamment des chats) pendant plusieurs années jusqu'à sa rentrée en première année de lycée où il commença à fantasmer sur un passage à l'acte sur des humains,,.

## Premières agressions
Le 10 février 1997, Sakakibara attaque deux enfants avec un marteau en caoutchouc. L'une des victimes, ayant reconnu l'uniforme scolaire de son agresseur, en informe son père qui demande au directeur du collège de Sakakibara de consulter le trombinoscope de l'établissement afin de l'identifier, mais celui-ci refuse.

## Meurtre d'Ayaka Yamashita
Le 16 mars 1997, Sakakibara agresse Ayaka Yamashita (山下 彩花, 10 ans) à l'aide d'un marteau, avant de poignarder une seconde victime de 9 ans. Yamashita est transportée à l'hôpital, et meurt une semaine plus tard en raison d'un traumatisme crânien.

## Agression de Sakura
Début avril 1997, Sakakibara confie à son amie d'enfance, Sakura (pseudonyme), des textes morbides faisant allusions à ses crimes et lui fait part des meurtres de chats qu'il a commis. Les jours suivants, Sakura va répéter à des camarades les confidences que Sakakibara lui a fait, répandant dans l'école où ils vont, la rumeur de son implication dans le meurtre d'Ayaka Yamashita. Cette rumeur participera à l'arrestation de Sakakibara après son dernier meurtre.
Environ un mois plus tard, Sakakibara se venge. Il tend une embuscade à Sakura en l'invitant dans un petit parc près de chez lui pour l'agresser : Il enroule sa montre autour de son poing et la frappe à plusieurs reprises au visage. Il sort ensuite son couteau mais elle réussit à s'enfuir. Elle s'en tirera avec deux dents cassés et des bleus au visage. Le lendemain, la mère de Sakakibara apprend l'agression par l'école. Elle vient s'excuser avec lui auprès de la mère de Sakura et lui verse un dédommagement en main propre. Sakura change d'école et aucune poursuite judiciaire n'est engagé.

## Meurtre de Jun Hase
Le 24 mai 1997, en début d'après-midi, Sakakibara attire Jun Hase, un garçon de 11 ans souffrant d'un léger retard mental, sur la colline du réservoir Nunobiki en prétextant vouloir lui montrer des tortues, puis l'étrangle.

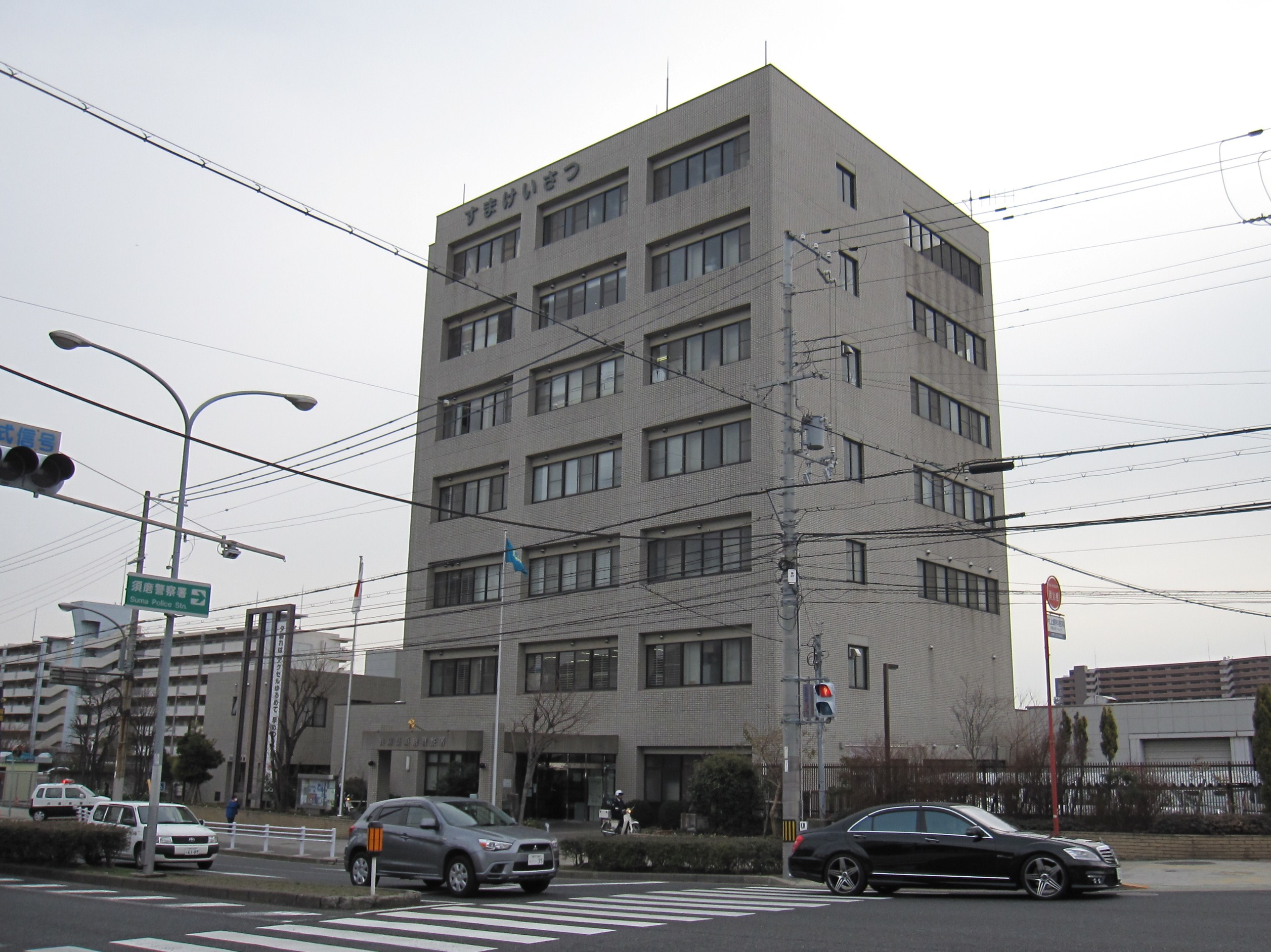
Poste de police de Suma où les parents de Jun Hase ont signalé sa disparition.

Le 27 mai, le concierge de l'école primaire de Tainohata découvre, devant le portail, la tête coupée de Jun Hase, dont la bouche contient une note écrite à l'encre rouge :

« C'est le commencement du jeu... Essayez-donc de m'arrêter si vous le pouvez, messieurs les policiers... Je tiens désespérément à voir des personnes mourir... C'est un plaisir pour moi de commettre un meurtre... Un jugement sanglant va s’abattre pour rattraper mes années de grande amertume. »

## Arrestation
Sakakibara est arrêté le 28 juin 1997. Après une enquête de 28 jours, il se retrouve devant le tribunal régional de Kobe (ja), le 25 juillet. Le tribunal familial le condamne à la détention dans un centre surveillé d'éducation juvénile le 17 octobre, et Sakakibara est envoyé au centre du Kantō le 20 octobre.
Après plus de sept ans dans ce centre, Sakakibara est libéré le 1er janvier 2005.

## Évaluation psychiatrique
Les examens psychiatriques pratiqués sur Sakakibara démontrent qu'au moment des faits et pendant l'évaluation psychiatrique (en), il n'y a aucune trace d'altération de la conscience. Son quotient intellectuel correspond à la moyenne de son âge. Les experts-psychiatres judiciaires attribuent ses actes à un sadisme prononcé, combiné avec des impulsions sexuelles immatures. On lui diagnostique également un trouble du déficit de l'attention dans un hôpital psychiatrique en 1995.

## Dénomination dans les médias
Comme la loi japonaise interdit de mentionner le nom d'un criminel mineur, Sakakibara est appelé « garçon A » (少年A, shōnen A) dans les médias. Le Sankei shinbun du 30 juin 1997, informant sur les rumeurs courant sur internet, fait cependant référence à un site internet dans lequel apparait le vrai nom de Sakakibara.

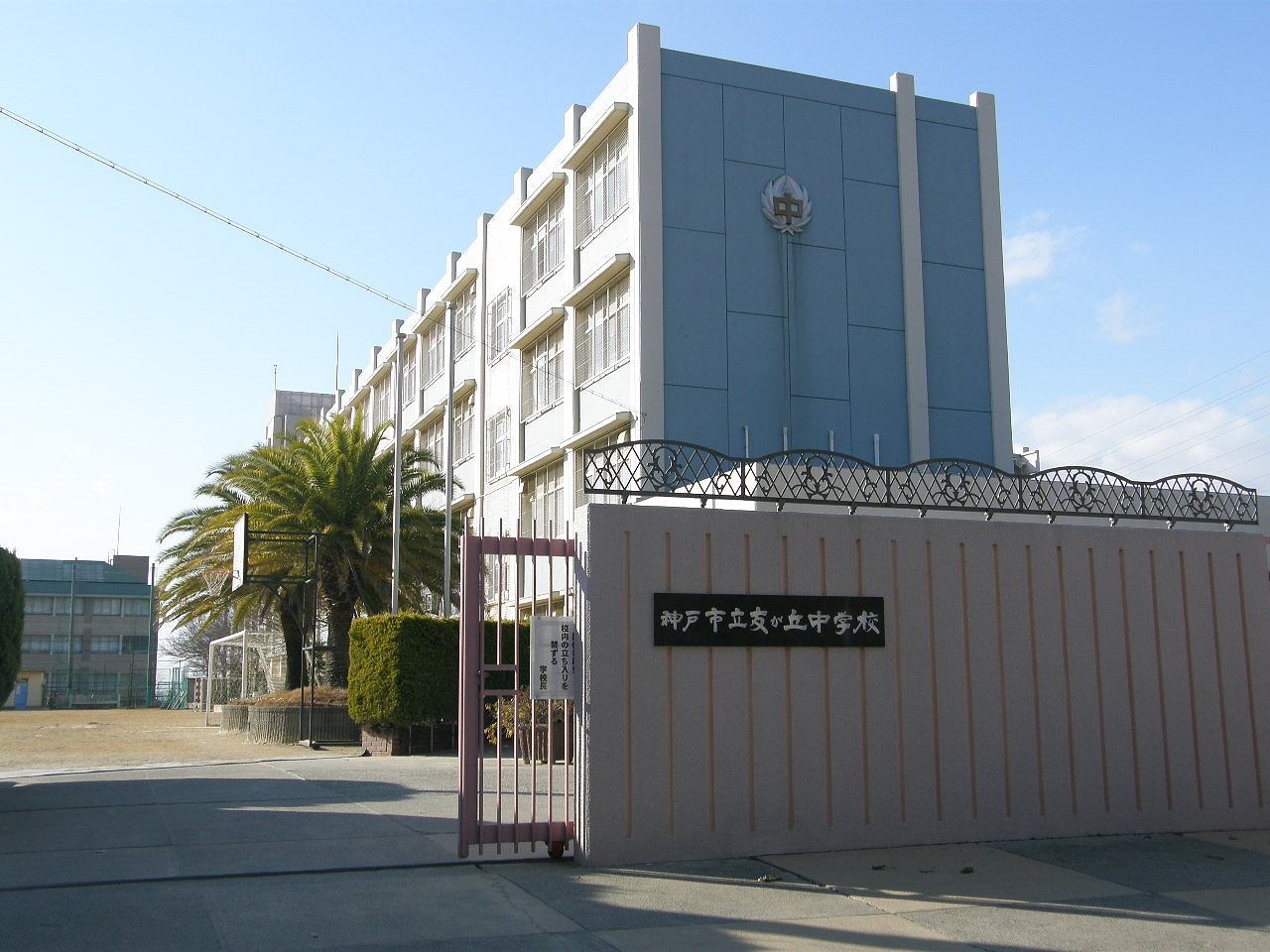
Le collège Tomigaoka

Le magazine Shinchō publie la photo de Sakakibara le 2 juillet 1997. Le bureau judiciaire de Tokyo recommande de rappeler les exemplaires parus, mais le magazine refuse. Après la libération de Sakakibara, le Shūkan Shinchō du 20 janvier 2005 rapporte un acte de violence commis par Sakakibara dans son centre de détention en utilisant son vrai nom.